# Angiometopa ravinia
Angiometopa ravinia är en tvåvingeart som beskrevs av Parker 1916. Angiometopa ravinia ingår i släktet Angiometopa och familjen köttflugor. Inga underarter finns listade i Catalogue of Life.